# Иаканга
Иаканга (порт. Iacanga) — муниципалитет в Бразилии, входит в штат Сан-Паулу. Составная часть мезорегиона Бауру. Входит в экономико-статистический микрорегион Бауру. Население составляет 8810 человек на 2006 год. Занимает площадь 548,029 км². Плотность населения — 16,1 чел./км².
Праздник города — 15 апреля.

## История
Город основан 15 апреля 1925 года.

## Статистика
- Валовой внутренний продукт на 2003 составляет 127 108 222,00 реала (данные: Бразильский институт географии и статистики).
- Валовой внутренний продукт на душу населения на 2003 составляет 14 835,23 реала (данные: Бразильский институт географии и статистики).
- Индекс развития человеческого потенциала на 2000 составляет 0,779 (данные: Программа развития ООН).